# Листвянка (приток Малой Еловой)
Листвянка — река в России, протекает по Тегульдетскому району Томской области. Устье реки находится в 172 км по левому берегу реки Малая Еловая. Длина реки составляет 24 км.

## Данные водного реестра
По данным государственного водного реестра России относится к Верхнеобскому бассейновому округу, водохозяйственный участок реки — Кеть, речной подбассейн реки — бассейн притоков (Верхней) Оби от Чулыма до Кети. Речной бассейн реки — (Верхняя) Обь до впадения Иртыша.